# Primul Imperiu Francez
Primul Imperiu Francez este numele dat de istorici formei de guvernământ monarhice, anume de imperiu, pe care a avut-o Franța în două perioade. Prima s-a desfășurat între 18 mai 1804, când a fost proclamat împărat Napoleon I, până atunci Primul Consul al Republicii Franceze, și 4 aprilie 1814, când acesta a abdicat și a fost exilat. A doua perioadă, numită „Cele o sută de zile”, a început la 20 martie 1815, când Napoleon s-a întors la Paris plecând din exil, și 7 iulie 1815, după ce armata franceză a fost învinsă în bătălia de la Waterloo și Napoleon I a abdicat din nou, iar împărat a devenit, ca Napoleon al II-lea, fiul său copil de patru ani, în numele căruia a guvernat o comisie executivă. Între aceste perioade a avut loc prima restaurare a regatului, cu Ludovic al XVIII-lea pe tron, iar după cele o sută de zile, a doua restaurare, cu același rege.
Primul Imperiu s-a deosebit de celelalte forme de guvernământ din istoria Franței prin faptul că era inedit în aceasta și prin aceea că perioada sa a fost dominată de așa-numitele „războaie napoleoniene” purtate din 1805 până în 1815 cu cinci coaliții formate împotriva Franței (după altele două formate înainte de perioada imperiului). Aceste războaie au dus la cucerirea de către Franța a celei mai mari părți a Europei continentale, în afară de Scandinavia.
Războaiele napoleoniene au dus totodată la pierderi umane foarte mari și la pierderea aproape întregului imperiu colonial francez. Napoleon I nu a putut învinge Regatul Unit al Marii Britanii și Irlandei și Imperiul Rus, iar eșecul strategic al campaniei din această țară a fost principala lovitură care a provocat sfârșitul Primului Imperiu.

## Calea către imperiu
Evoluția Franței de la Prima Republică la Imperiu este legată de cariera în ascensiune a lui Napoleon Bonaparte. La începutul Revoluției Franceze era un tânăr ofițer în armata regală, născut într-o familie de mici nobili, și și-a continuat cariera în timpul revoluției. S-a distins prima oară la 19 decembrie 1793 în eliberarea orașului Toulon de sub ocupația engleză, după care a devenit curând general. La 5 octombrie 1795 era la Paris și a avut un rol important în învingerea unei insurecții monarhiste. Franța se afla în război cu o primă coaliție formată împotriva ei de către Imperiul Austriac, Regatul Prusiei, Regatul Unit al Marii Britanii și Irlandei, Spania, Provinciile Unite (viitoarele Țări de Jos), precum și principalele mici state germane și italiene. În 1796, Bonaparte a primit comanda corpului de armată care lupta în Italia, unde a obținut o serie de victorii, astfel încât în 1797 erau proclamate de către el câteva așa-zise „republici surori” vasale Franței, guvernate în spiritul constituției republicane a acesteia. Tot Bonaparte a comandat o expediție militară în Egipt, unde a avut mai întâi victorii, apoi înfrângeri. În 1799, dificultățile interne și externe ale Franței s-au agravat, iar Bonaparte, care avea ambiții politice, aflând de ele, a lăsat armata în Egipt sub comanda altui general și s-a întors în Franța după ce a dat o ultimă bătălie în care a înfrânt armata turcă.
Bonaparte a ajuns în Franța la 9 octombrie 1799, primit ca un comandant de oști glorios. Țara se afla sub regimul numit al Directoratului, cu parlamentul format dintr-un Consiliu al Bătrânilor dominat de doritori ai terminării revoluției și un Consiliu al celor Cinci Sute, dominat de neoiacobini, fideli ideilor revoluționare. În cadrul Directoratului, care deținea puterea executivă, format din cinci membri, doi care voiau terminarea revoluției au inițiat o conspirație pentru efectuarea unei lovituri de stat, în care l-au implicat pe Bonaparte cu rolul secundar de a asigura sprijinul militar al acesteia. Lovitura de stat a avut loc la 9-10 noiembrie 1799 (18-19 brumaire, anul VIII în calendarul republican francez), și Bonaparte a preluat controlul evenimentelor ulterioare.
Cu această lovitură de stat, revoluția a luat efectiv sfârșit. A fost elaborată așa-numita Constituție din anul VIII care a instituit regimul Consulatului, cu puterea executivă exercitată de trei consuli, dintre care Primul Consul, Bonaparte, avea practic puteri depline asupra celorlalți doi și a celor patru adunări legislative prevăzute de constituție. Aceasta prevedea alegerea consulilor pe zece ani cu posibilitatea de a fi realeși de ori de câte ori.
Datorită succeselor din primii doi ani ai Consulatului în stabilizarea situației interne, și încheierii păcii cu Anglia, Bonaparte a ajuns foarte popular și a devenit consul pe viață prin adoptarea Constituției din anul X, la 4 august 1802. Cu doi ani mai târziu s-a popus proclamarea sa ca împărat, în acest sens fiind elaborată Constituția din anul XII, adoptată la 18 mai 1804.

## Organizarea noului regim
Conform acestei constituții, Franța rămânea oficial republică, dar guvernată de Napoleon cu titlul de „împărat al francezilor”, demnitatea aceasta fiind ereditară în familia sa.
Legislativul rămânea același ca în Prima Republică, conform Constituției din anul VIII, format din Consiliul de Stat, Tribunat, Corpul Legislativ și Senat. Au fost numiți și șase așa-numiți „mari demnitari ai imperiului”: Marele Elector, Arhicancelarul Imperiului, Arhicancelarul Statului, Arhitrezorierul, Conetabilul și Marele Amiral. Aceștia erau ceilalți doi foști consuli și membri ai familiei lui Napoleon. Aceste demnități erau onorifice, dar dădeau posibilitatea de a face parte din organisme statale precum consiliul privat și marele consiliu ale împăratului. A fost creat și un corp numit al „marilor ofițeri”: dintre militari, generali care au primit titlul de mareșal, colonei generali și inspectori generali, iar dintre civili, mari ofițeri ai coroanei, cei care administrau „casa împăratului”. Au fost reorganizate și ministerele.
În iunie 1804 a avut loc un referendum privind chestiunea eredității așa cum a fost stabilită în constituție, cu rezultatul de 3.524.254 de „da” contra 2.579 de „nu”.
La 2 decembrie 1804 a avut loc în catedrala Notre-Dame din Paris încoronarea lui Napoleon. A participat la ea și papa Pius al VII-lea, care a celebrat slujba de încoronare și a binecuvântat însemnele imperiului. Napoleon însuși și-a pus coroana pe cap, apoi a încoronat-o pe Joséphine de Beauharnais, soția sa. Apoi Napoleon a depus jurământul prevăzut în constituție, referitor în principal la: menținerea integrității teritoriale a republicii; respectarea concordatului cu papalitatea și a libertății cultelor; garantarea egalității în drepturi, a libertății politice și civile.

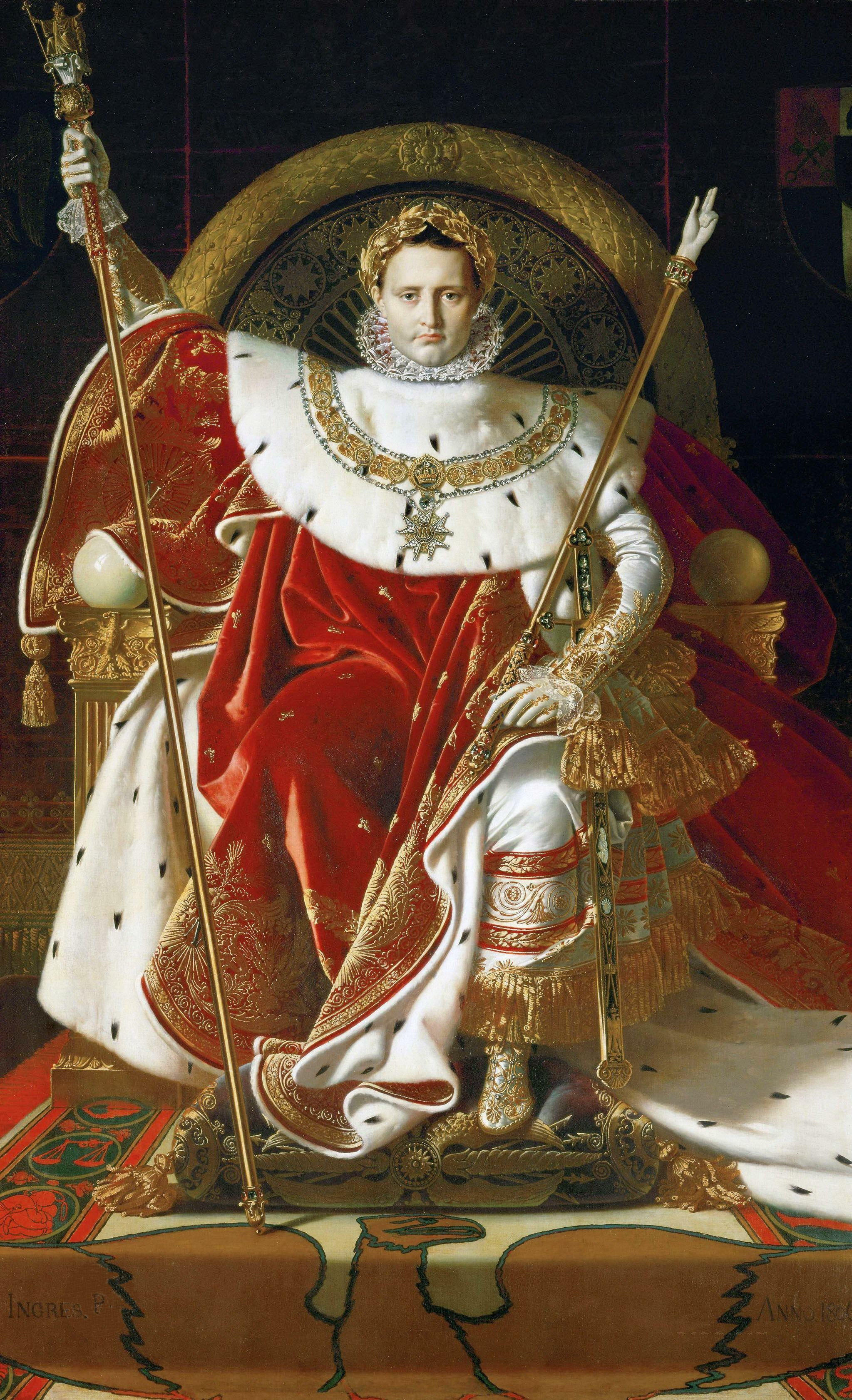
Napoleon I pe tronul imperial

Napoleon era un monarh acceptat de populație și în același timp moștenitorul unei revoluții în esență antimonarhice, perceput ca atare în străinătate. Această ambiguitate constituia punctul slab al regimului.
Napoleon a început organizarea teritoriilor ocupate, unele ca anexate, altele cu regim de principate sau regate satelite ale Franței. La 17 martie 1805 a unit Republica Lucca⁠(d) și Principatul Piombino⁠(d) ocupate anterior, în Principatul Lucca și Piombino⁠(d), condus de sora lui, prințesa imperială Elisa Bonaparte și soțul ei. Apoi, la 6 iunie 1805 a anexat Republica Genova, ocupată în 1797, organizând-o în trei departamente ale Franței.

## Războiul celei de-a Treia Coaliții

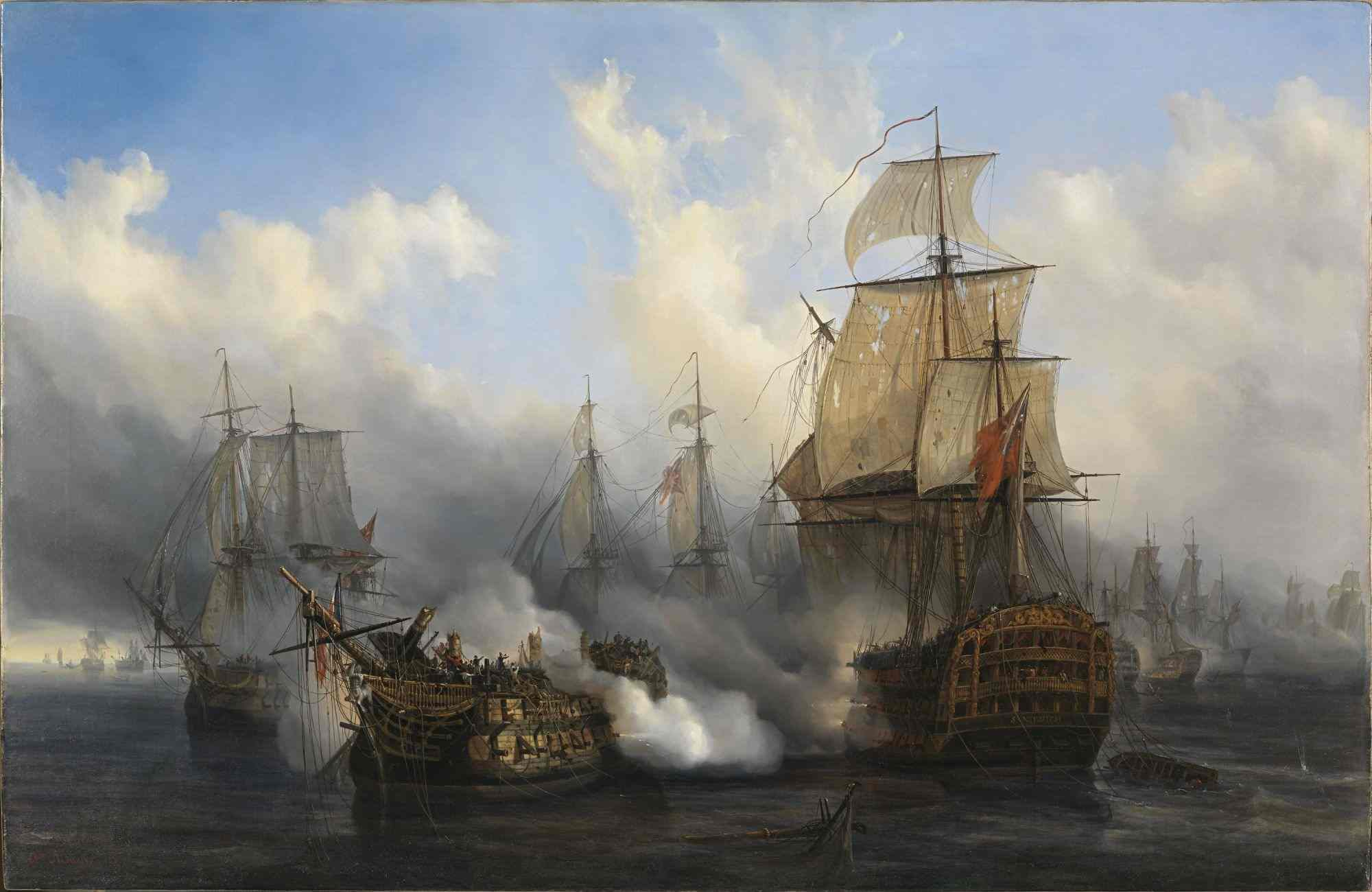
Bătălia de la Trafalgar

În 1805, Austria și Rusia au format o a treia coaliție împotriva Franței, finanțată de Anglia. Armata imperială franceză a fost reorganizată și a fost denumită Marea Armată, comandantul ei suprem fiind Napoleon.
Napoleon a vrut să slăbească Anglia pe mări. Flota franceză împreună cu cea spaniolă s-au angajat la 21 octombrie 1805 în bătălia de la Trafalgar cu cea engleză comandată de amiralul Horatio Nelson. Acesta a căzut în luptă, dar englezii au învins, rămânând stăpânii mărilor.

### Prima campanie din Germania și Austria

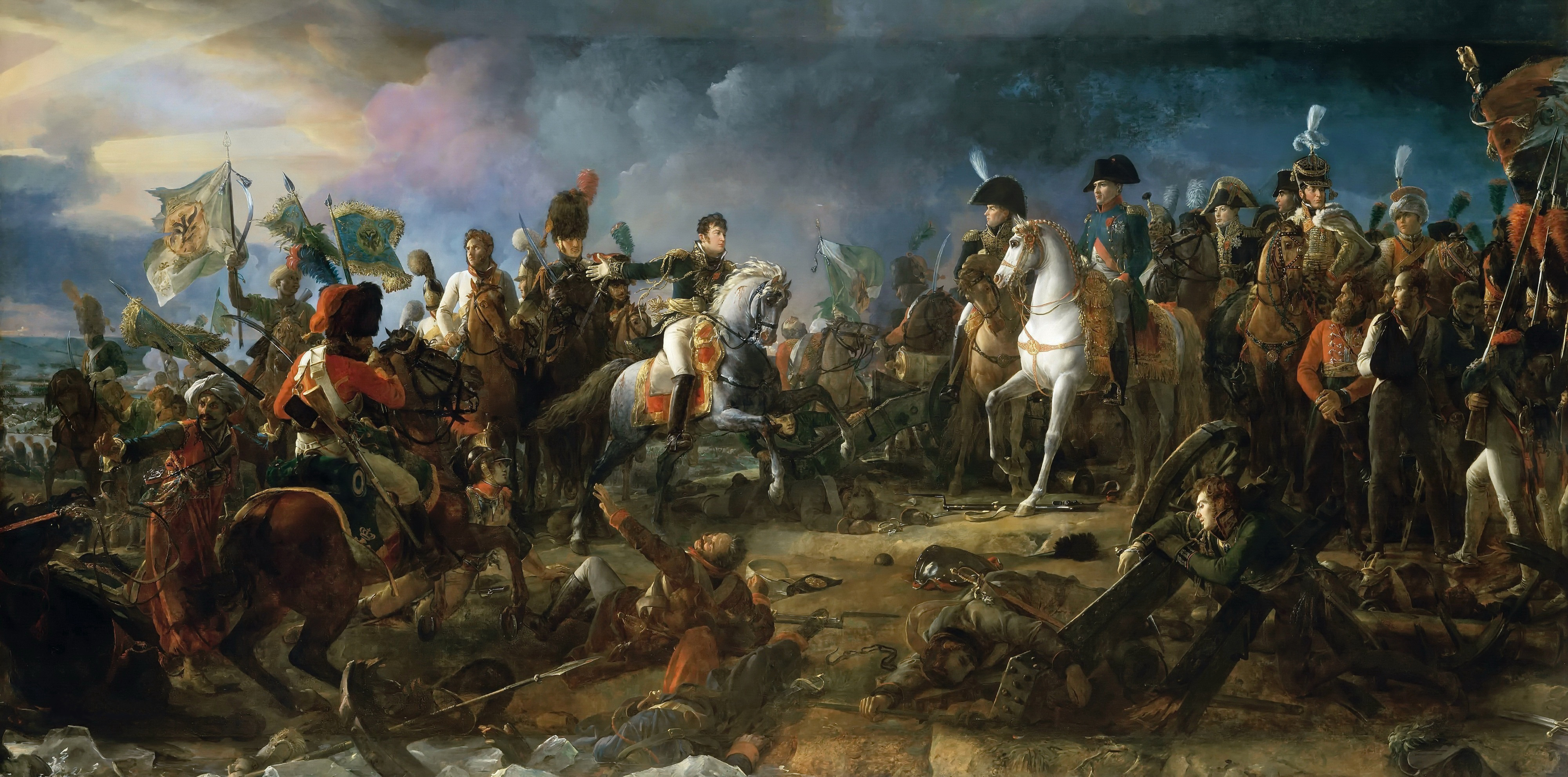
Bătălia de la Austerlitz

La 8 septembrie 1805, armata austriacă a intrat în Bavaria, a ocupat Münchenul la 14 septembrie, apoi s-a poziționat în jurul orașului Ulm, dar la 15 octombrie, francezii au atacat-o și au obligat-o să intre în oraș, apoi au asediat orașul. Bătălia de la Ulm a durat până la 20 octombrie, când austriecii au capitulat, apoi francezii au ocupat și Münchenul. La 13 noiembrie, Marea Armată a intrat în Viena lăsată fără apărare, apoi a pătruns în Moravia, dar n-a putut împiedica joncțiunea dintre trupele rusești ale generalului Mihail Kutuzov, ale țarului Alexandru I al Rusiei și ale împăratului Francisc I al Austriei. Totuși, Napoleon a reușit să-i facă pe inamici să creadă că dispune de un număr redus de militari. Avea mai mulți de câți a dat de înțeles că avea, totuși mai puțini decât inamicii, dar în ciuda acestui fapt, i-a învins la 2 decembrie 1805 în bătălia de la Austerlitz.
Austriecii au cerut armistițiu, încheiat la 6 decembrie cu prevederea ca trupele rusești să se retragă din Austria, apoi, la 26 decembrie s-a încheiat tratatul de la Pressburg (Bratislava). Austria a recunoscut reorganizarea franceză a Italiei și titlurile de rege date de Napoleon principelui elector al Bavariei și celui al Württembergului, precum și independența Republicii Elvețiene și a Republicii Batave (Țările de Jos de mai târziu), satelite ale Franței. Austria a mai cedat Regatul Italiei, creat tot de Napoleon, Veneția cu regiunea ei, Istria și o parte din Dalmația, precum și unele teritorii Bavariei, Badenului și Württembergului. Totodată, Austria s-a angajat să plătească Franței o indemnitate de război de 40 de milioane de franci. Între timp, Napoleon a neutralizat Prusia, obținând o alianță cu ea în schimbul Principatului Braunschweig-Lüneburg în uniune personală cu Regatul Unit al Marii Britanii și Irlandei, principat ocupat anterior de francezi.

### Ocuparea Regatului de Neapole și organizarea Germaniei
Austria era scoasă din coaliție, iar Anglia și Rusia nu se angajau în lupte. Napoleon a hotărât să cucerească Regatul de Neapole, misiune pe care a încredințat-o unui corp de armată sub comanda mareșalului André Masséna, însoțit de Joseph Bonaparte, fratele împăratului. Au ocupat Napoli la 29 decembrie 1805, provocând plecarea regelui Ferdinand al IV-lea în Regatul Siciliei. La 30 martie 1806, Joseph a fost numit rege în locul acestuia, iar Regatul de Neapole a devenit stat satelit al Franței.
În urma victoriei de la Austerlitz, 16 mici state germane au consimțit să formeze la 12 iulie 1806 Confederația Rinului, sub protectoratul Franței. Prin aceasta, Napoleon a pus capăt Sfântului Imperiu Romano-German.

## Războiul celei de-a Patra Coaliții

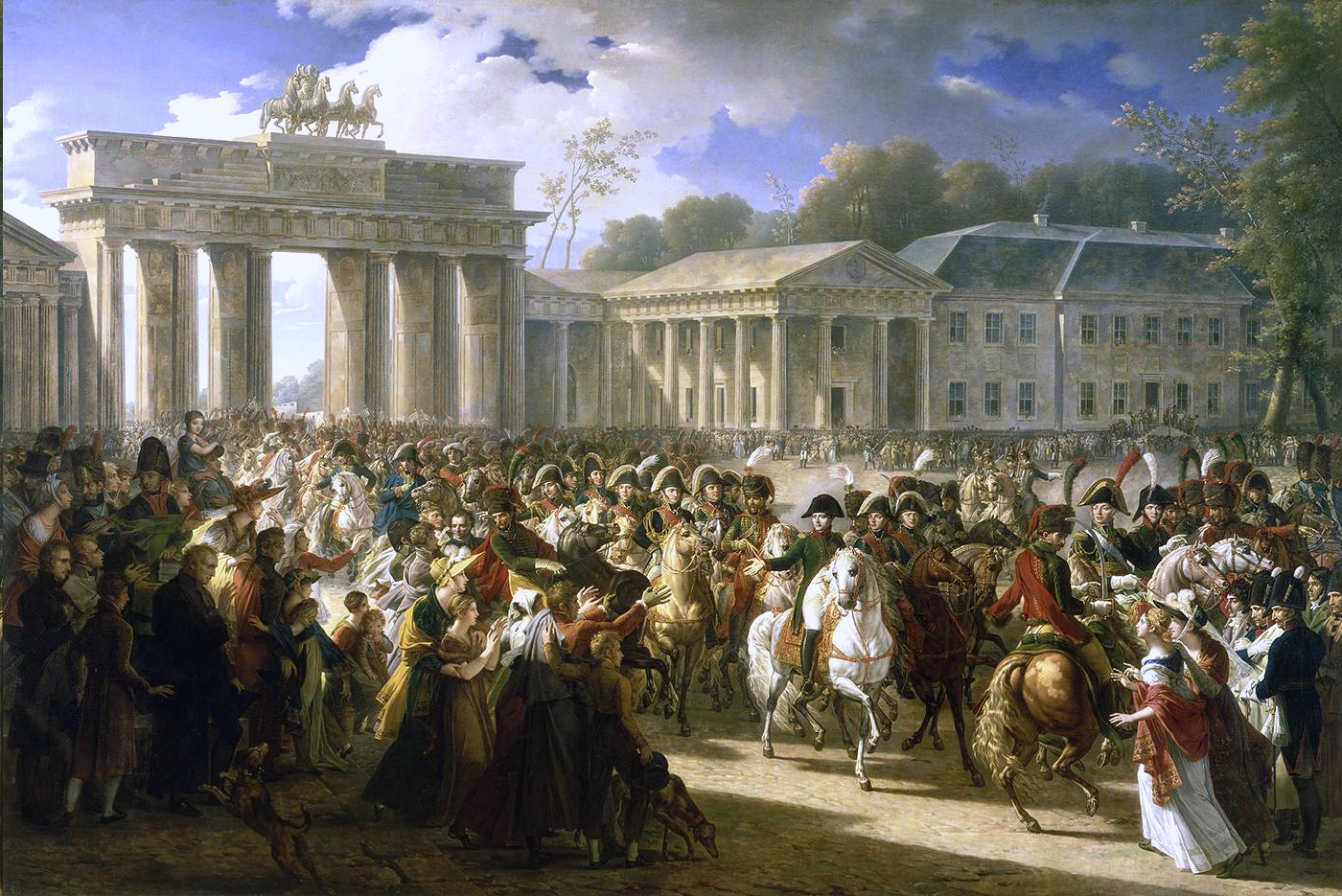
Armata franceză la Berlin, în 1806

În octombrie 1806 s-a format o nouă coaliție împotriva Franței, din Prusia, Anglia, Rusia, Principatul Saxoniei și Suedia. Prusia a dat Franței un ultimatum, amenințând cu război dacă nu părăsește Germania, iar Napoleon a răspuns pornind cu armata către Saxonia. Francezii au câștigat o primă bătălie la Saalfeld și au înaintat rapid spre est. Au anihilat armata prusacă în bătălia de la Jena și bătălia de la Auerstaedt și au ajuns până la Stettin (Szczecin). La 27 octombrie, Napoleon a intrat în fruntea armatei în Berlin.
Franța a încheiat pace cu Principatul Saxoniei la 11 decembrie 1806, transformându-l în Regatul Saxoniei cu același monarh și obligându-l pe acesta să intre în Confederația Rinului.
După învingerea prusacilor, Napoleon a hotărât să invadeze partea din Polonia ocupată de Prusia după împărțirea din 1795 a Poloniei între Prusia, Austria și Rusia. Francezii au fost primiți ca eliberatori de către populația poloneză. Armata rusă nu s-a angajat deocamdată în luptă cu ei și mareșalul Joachim Murat a ocupat Varșovia la 28 noiembrie, iar la 19 decembrie a intrat în oraș și Napoleon. Francezii au rămas să ierneze în Polonia, odihnindu-se și așteptând întăriri din Franța, dar la 22 decembrie au început ciocniri cu armata rusă. Francezii au obținut câteva victorii, iar la 8 februarie 1807 s-a dat bătălia de la Eylau, cu multe pierderi de ambele părți și nedecisivă, după care rușii s-au retras. Armata franceză a reînceput ostilitățile în primăvară, ocupând orașul Dantzig (Gdańsk) la 24 mai 1807, apoi a atacat armata rusă la 10 iunie, la Heilsberg (Lidzbark Warmiński), obligând-o să se retragă și urmărind-o, apoi obținând o victorie decisivă în bătălia de la Friedland, la 14 iunie. Țarul Alexandru I a inițiat negocieri cu Napoleon și cei doi au semnat la 7 iunie un tratat de pace la Tilsit⁠(d), prin care Rusia a recunoscut toate transformările făcute de Napoleon în Europa. La 9 iunie a fost semnat tot la Tilsit, un tratat și cu Prusia⁠(d). Teritoriile cucerite de la aceasta au devenit Regatul Westfaliei, cu Jérôme Bonaparte, fratele lui Napoleon pe tron. Partea din Polonia care aparținuse Prusiei a devenit Ducatul Varșoviei în uniune personală cu Regatul Saxoniei, deci practic făcând parte din Confederația Rinului împreună cu acesta.
Între timp, la 21 noiembrie 1806, la Berlin, Napoleon a decretat așa-numitul „sistem continental”, prin care a inițiat o blocadă asupra Marii Britanii, cu scopul de a o ruina împiedicându-i comerțul cu Franța și statele ei satelite. Ulterior a constrâns și alte țări să adere la blocadă, de pildă Danemarca, Suedia și Rusia, ajungând să provoace o criză gravă în Marea Britanie.

## Războiul Peninsular

El Tres de mayo, tablou de Francisco Goya ilustrând reprimarea insurecției din Madrid, din 2-3 mai 1808

Napoleon nu a putut convinge Portugalia să adere la sistemul continental, de aceea a vrut s-o invadeze. La 27 octombrie 1807 a încheiat un tratat cu Spania, care prevedea dezmembrarea Portugaliei. Un corp de armată francez a trecut prin Spania, a învins armata portugheză la Abrantes și a intrat în Lisabona la 30 noiembrie, după ce regele Portugaliei a pornit în refugiu în Brazilia, cu ajutorul englezilor.
Între Carol al IV-lea al Spaniei și fiul său Ferdinand a izbucnit un conflict. Acesta voia să ia locul tatălui său cu ajutorul lui Napoleon. Carol al IV-lea a abdicat în favoarea lui, acesta devenind regele Ferdinand al VII-lea. Apoi tatăl său a încercat să revină asupra abdicării sale, cerând ca Napoleon să arbitreze între el și Ferdinand. Napoleon i-a cheamt pentru aceasta la Bayonne. Între timp, la 2 mai 1808, a izbucnit o răscoală populară la Madrid, reprimată sângeros de trupele franceze. La 9 mai, Napoleon a constrâns familia regală spaniolă, pe care a reținut-o în Franța, să renunțe la tron în favoarea lui Joseph Bonaparte. Acesta fusese rege al Neapolelui până atunci și a fost înlocuit cu Murat, cumnat al lui Napoleon.
O parte din spanioli, mai ales țărani, conduși de preoți și unii nobili, au pornit un război de eliberare, pe când alții, burghezi cu convingeri liberale, atrași de reformele introduse de Napoleon în imperiul său, erau de partea noului rege. Acesta a intrat în Madrid la 20 iulie, dar un corp de armată francez a fost învins de răsculați în bătălia de la Bailén⁠(d) și Joseph Bonaparte a părăsit pentru moment Madridul la 30 iulie.
În august 1808, englezii comandanți de Arthur Wellesley, viitorul duce de Wellington, au debarcat în Portugalia. La 21 august i-au învins pe francezi, aceștia au capitulat la 30 august și au părăsit Portugalia, dar războiul de independență al Spaniei va dura până în 1814.

## Războiul celei de-a Cincea Coaliții

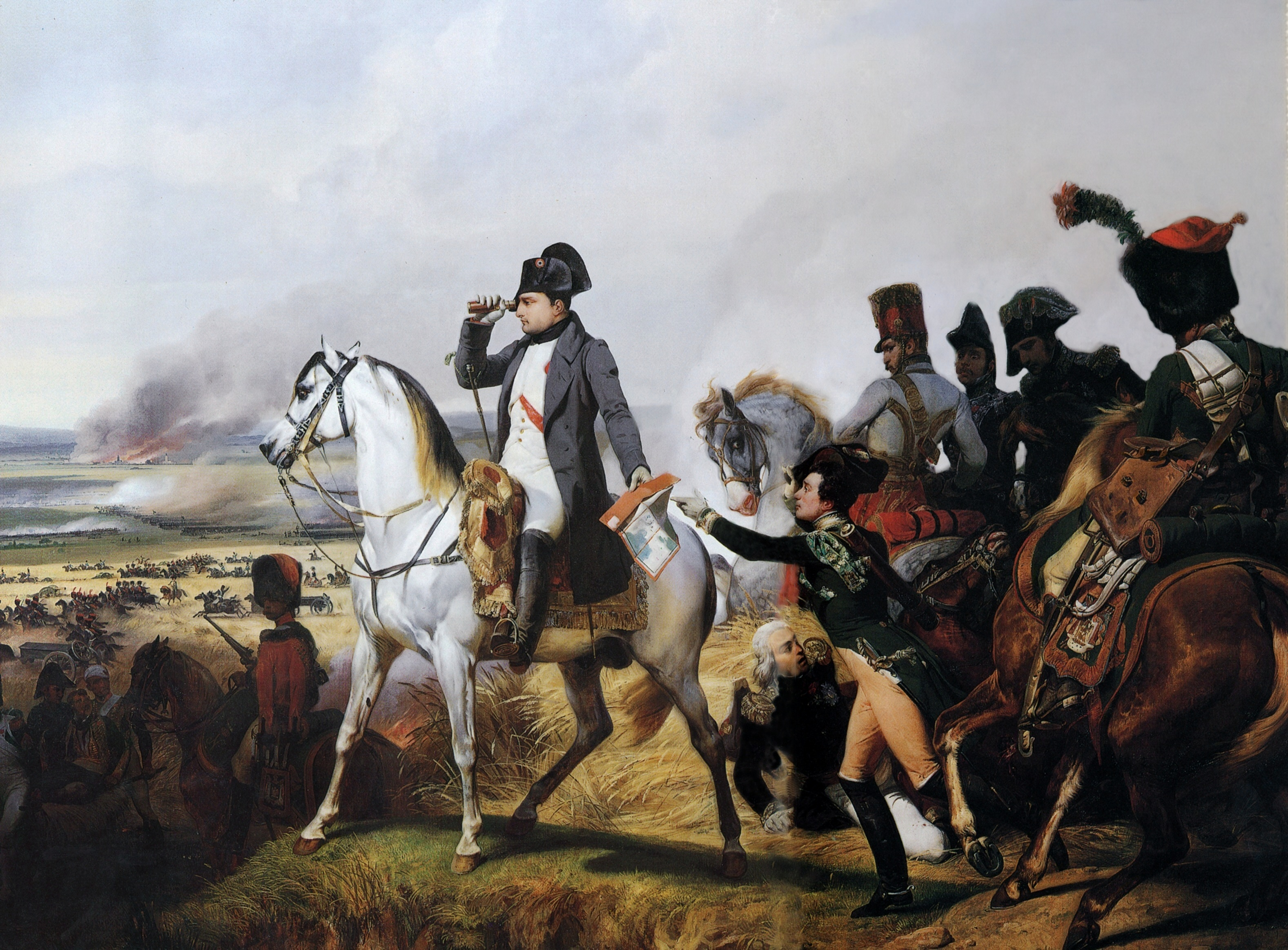
Napoleon în bătălia de la Wagram

Înfrângerea francezilor la Bailén a trezit sentimente patriotice în Austria, sprijinită de Anglia. La 8 aprilie 1809, austriecii au atacat Bavaria, dar Napoleon a contraatacat, a învins în câteva bătălii și a ocupat Viena la 13 mai. A doua zi, un corp de armată franco-italian comandat de Eugène de Beauharnais, a învins alt corp de armată austriac în apropiere de Győr. Napoleon a reușit după un prim eșec să treacă Dunărea și la 6 iulie, împreună cu Eugène de Beauharnais, i-a învins pe austrieci în bătălia de la Wagram. Austria a cerut armistițiu.
S-au produs mișcări antifranceze și în Germania, dar erau izolate și, nereușind să se coordoneze, au fost ușor reprimate. Englezii au pornit campania de la Walcheren, au debarcat pe insula Walcheren⁠(d) ca să ocupe Antwerpenul, dar au fost înfrânți.
Între timp, Papa Pius al VII-lea l-a excomunicat pe Napoleon pentru că la 17 mai a înglobat Statul Papal în imperiul său. Ca răspuns, francezii l-au arestat pe papă în noaptea de 5 spre 6 iulie, fără ca Roma să reziste.
Napoleon s-a instalat în palatul Schönbrunn și a început negocieri îndelungate cu Austria. La 14 octombrie 1809 a fost semnat tratatul de pace de la Schönbrunn, prin care Austria a pierdut teritorii în favoarea Bavariei și Saxoniei, state satelite ale Franței, precum și a Rusiei. La partea din Dalmația și Republica Ragusa cucerite anterior și înglobate în Regatul Italiei, Napoleon a adăugat o parte din Carintia, Tirolul de Est, Istria, Triestul, Gorizia, Craina și partea din Croația de la sud de Sava, formând Provinciile Ilirice⁠(d), pe care le-a anexat.
La 15 decembrie 1809, Napoleon a divorțat de Joséphine de Beauharnais, cu care nu a avut copii, apoi, la 2 aprilie 1810 s-a căsătorit cu Marie Louise, fiica împăratului Austriei.

## Apogeul imperiului

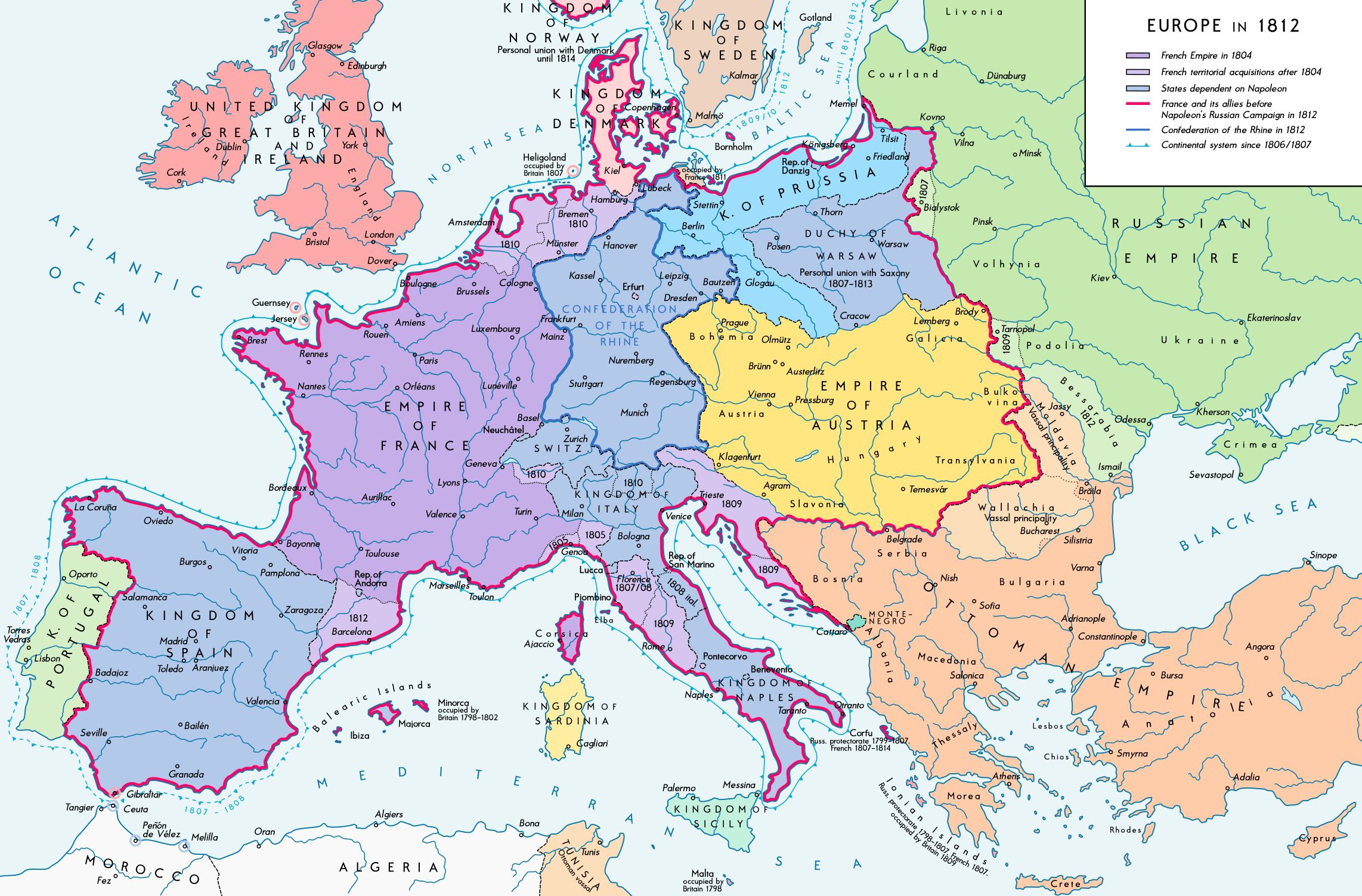
Imperiul napoleonian la apogeu, în 1812, statele satelite și statele aliate cu Franța

Franța și-a început expansiunea teritorială încă din timpul Revoluției Franceze, ajungând în 1811 la apogeul său teritorial. De la cele 83 de departamente pe care le avea în 1790, în 1811 a ajuns să aibă 130 împreună cu cele din teritoriile anexate. Erau anexate teritorii care alcătuiesc țări actuale ca Belgia, Luxemburgul, Țările de Jos, precum și regiunile Germaniei de la Marea Baltică, până inclusiv la Lübeck, la fel ca și partea din nordul și sud-vestul Italiei de pe malul Mării Mediteraneene, până inclusiv regiunea Romei. Provinciile Ilirice, care cuprind Slovenia și Croația actuală nu au fost organizate în departamente, dar erau tot anexate. Ultimul teritoriu anexat a fost Catalonia, în 1812, împărțită tot în departamente, dar neorganizate complet, cu care Franța ajungea la 134 de departamente. Orașe ca Hamburg, Amsterdam, Bruxelles, Florența și Roma erau centre administrative de departamente. Suprafața totală a imperiului era de aproape 900.000 km², cu o populație de peste 42 milioane de locuitori.
La aceasta se adăugau statele satelite ale Franței, unele cu monarhi din familia lui Napoleon: Confederația Rinului pe tot restul Germaniei, în afară de ce rămânea din Prusia; Elveția; Spania; restul Italiei continentale (Regatul Italiei și Regatul Neapolelui); Ducatul Varșoviei în uniune personală cu Saxonia, deci practic parte a Confederației Rinului. Învinse de Napoleon, Prusia și Austria erau aliate de nevoie ale Franței.

## Declinul și căderea imperiului

### Campania din Rusia

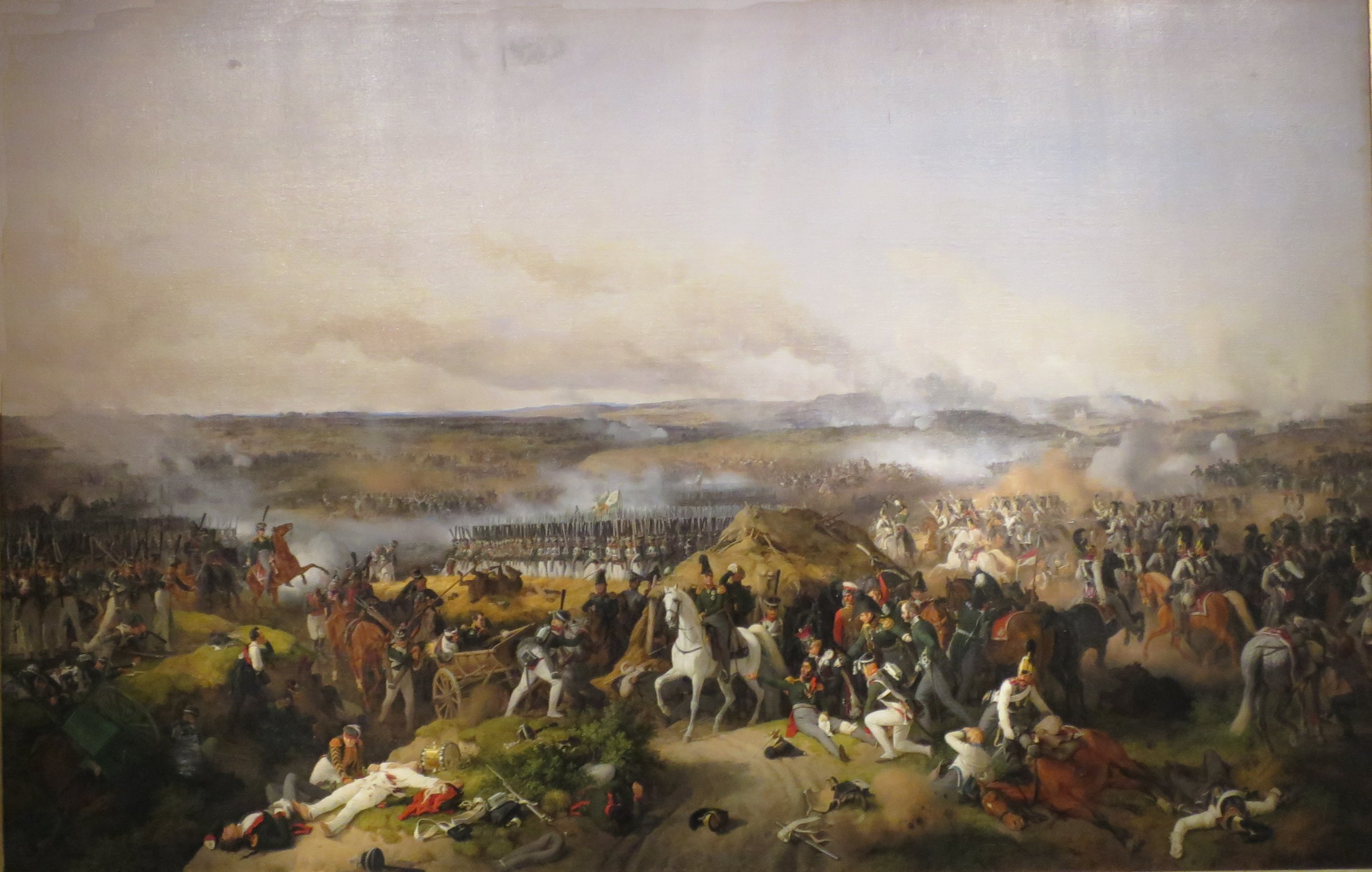
Bătălia de la Borodino

Relația Franței cu Rusia a devenit conflictuală, mai ales din cauze economice, Rusia fiind dezavantajată de imposibilitatea comerțului cu Anglia. De asemenea, Rusia se vedea amenințată de refacerea Poloniei, ceea ce implica pierderea părții din Polonia pe care o poseda. Napoleon s-a pregătit de război concentrând o armată, după unii istorici de circa 500.000 de oameni, după alții de aproape 650.000, inclusiv din statele satelite, precum și din Prusia și Austria, numită „armata celor douăzeci de națiuni”. La 8 aprilie 1812, Alexandru I i-a trimis un ultimatum lui Napoleon, cerându-i să-și retragă trupele la vest de râul Elba și să semneze un tratat comercial mai avantajos pentru Rusia. Fără să răspundă la ultimatum, Napoleon și armata sa au început campania din Rusia trecând fluviul Neman pe teritoriul acesteia între 24 și 27 iunie.
Rușii au evitat lupta și s-au retras. Napoleon a înaintat în urma lor, dar soldații lui sufereau de oboseală din cauza marșurilor forțate în căldura verii și de foame, din cauza problemelor de aprovizionare pe care le aveau, mai ales că rușii aplicau tactica pământului pârjolit, distrugând toate sursele de alimente din calea lor. În plus, au început să fie hărțuiți de detașamente de partizani cazaci. În sfârșit, rușii comandați de generalul Kutuzov s-au oprit să-l înfrunte pe Napoleon, și la 7 septembrie 1812 s-a dat bătălia de la Borodino, nu departe de Moscova, cu foarte mulți morți și răniți, mai ales ruși. A fost o victorie tactică a lui Napoleon, dar nedecisivă, care nu i-a adus niciun avantaj strategic. Armata rusă s-a retras și Napoleon a înaintat spre Moscova, dar rușii s-au retras și de acolo, evacuând aproape toți locuitorii. Au lăsat în oraș câteva sute de oameni, printre care mulți deținuți de drept comun, ca să dea foc orașului. În seara zilei de 15 septembrie, după ce armata napoleoniană a intrat în oraș, a izbucnit incendiul. Napoleon și o parte din trupe au părăsit orașul și s-au întors după cinci zile, când ploaia a stins focurile. Armata lui mai avea mai puțin de 100.000 de oameni nedisciplinați, care au jefuit tot ce se mai putea găsi în ce mai rămăsese din oraș, și nu s-au pregătit pentru iarnă. Napoleon a încercat să ia contact cu Alexandru I ca să negocieze, dar fără succes. În acest timp, armata rusă s-a refăcut, ajungând la peste 250.000 de oameni, printre care mulți țărani iobagi lăsați de boieri să participe la război, care devenise pentru ruși unul patriotic.

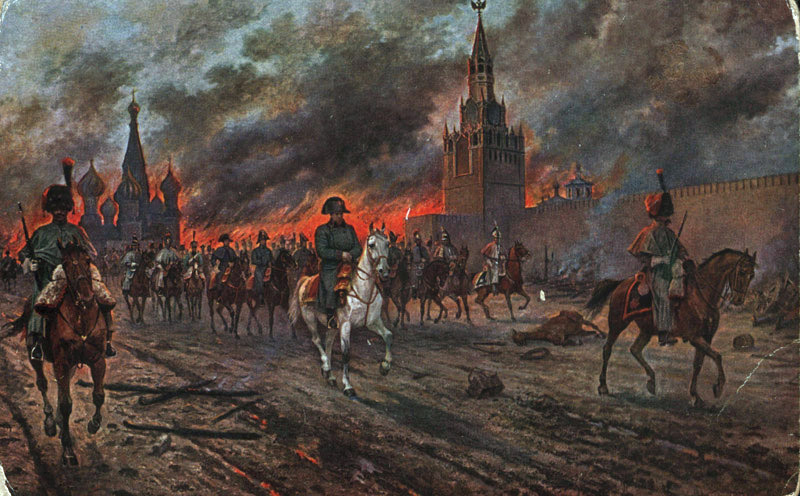
Moscova incendiată

Între 19 și 22 octombrie, armata lui Napoleon s-a retras din Moscova și s-a îndreptat spre vest, pe o rută diferită de cea pe care a înaintat spre Moscova, ca să găsească surse de aprovizionare, dar la 24 octombrie s-a ciocnit cu rușii la Maloiaroslaveț⁠(d). Bătălia nu a fost decisivă, dar armata a fost nevoită să treacă prin locurile deja devastate de pe ruta pe care a înaintat spre Moscova. Spera să petreacă iarna și să se refacă la Smolensk. Retrăgându-se în dezordine, a fost mereu hărțuită de armata rusă și de partizani. Soldații sufereau de foame, fiind nevoiți să mănânce cai morți. Iarna a început foarte repede, la începutul lui noiembrie. La foame s-a adăugat frigul, care ajungea și la sub –20°, de care soldații, neechipați corespunzător, nu se puteau proteja. La 9 noiembrie au ajuns la Smolensk, unde erau stocate rezerve, dar le-au epuizat în câteva zile practic prin jaf, care s-a extins la tot orașul. L-au părăsit între 12 și 17 noiembrie, îndreptându-se către râul Berezina. Mai erau circa 40.000 de soldați valizi și în jur de 50.000 de soldați răniți sau bolnavi, precum și civili. Podul pe care plănuiau să treacă era distrus și geniștii au fost nevoiți să improvizeze în apa foarte rece, printr-un efort eroic, două poduri de pontoane, putându-se începe traversarea la 26 noiembrie. Rușii au atacat, dar armata napoleoniană a rezistat în bătălia de la 28 noiembrie și a reușit să traverseze râul, pierzând circa 5.000 de morți. Totuși, circa 10.000 de oameni rămași în urmă, soldați răniți și civili n-au reușit să treacă, podurile fiind distruse a doua zi, și au fost luați prizonieri.

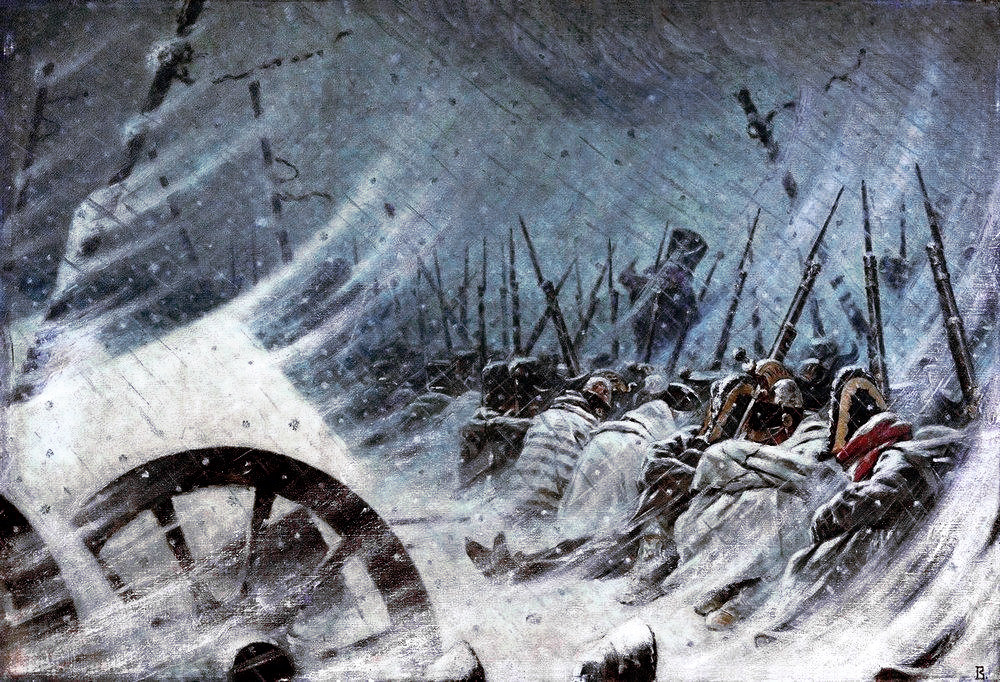
Bivuac al armatei napoleoniene în timpul retragerii din Rusia

Retragerea a continuat în același mod catastrofal. După ce i-a predat lui Murat comanda armatei, Napoleon a plecat spre Paris la 6 decembrie, cu o suită redusă, temându-se că regimul său putea fi amenințat aflându-se vestea înfrângerii. Învinșii au intrat în Vilnius la 8 decembrie, de unde au trebuit să plece repede, fiind urmăriți în continuare de armata rusă. Au ieșit din teritoriul Imperiului Rus, dar și armata rusă a trecut după ei Nemanul la 13 decembrie. Armata napoleoniană număra deja mai puțin de 20.000 de oameni.

### Războiul celei de-a Șasea Coaliții

#### Pierderea teritoriilor anexate și a statelor satelite

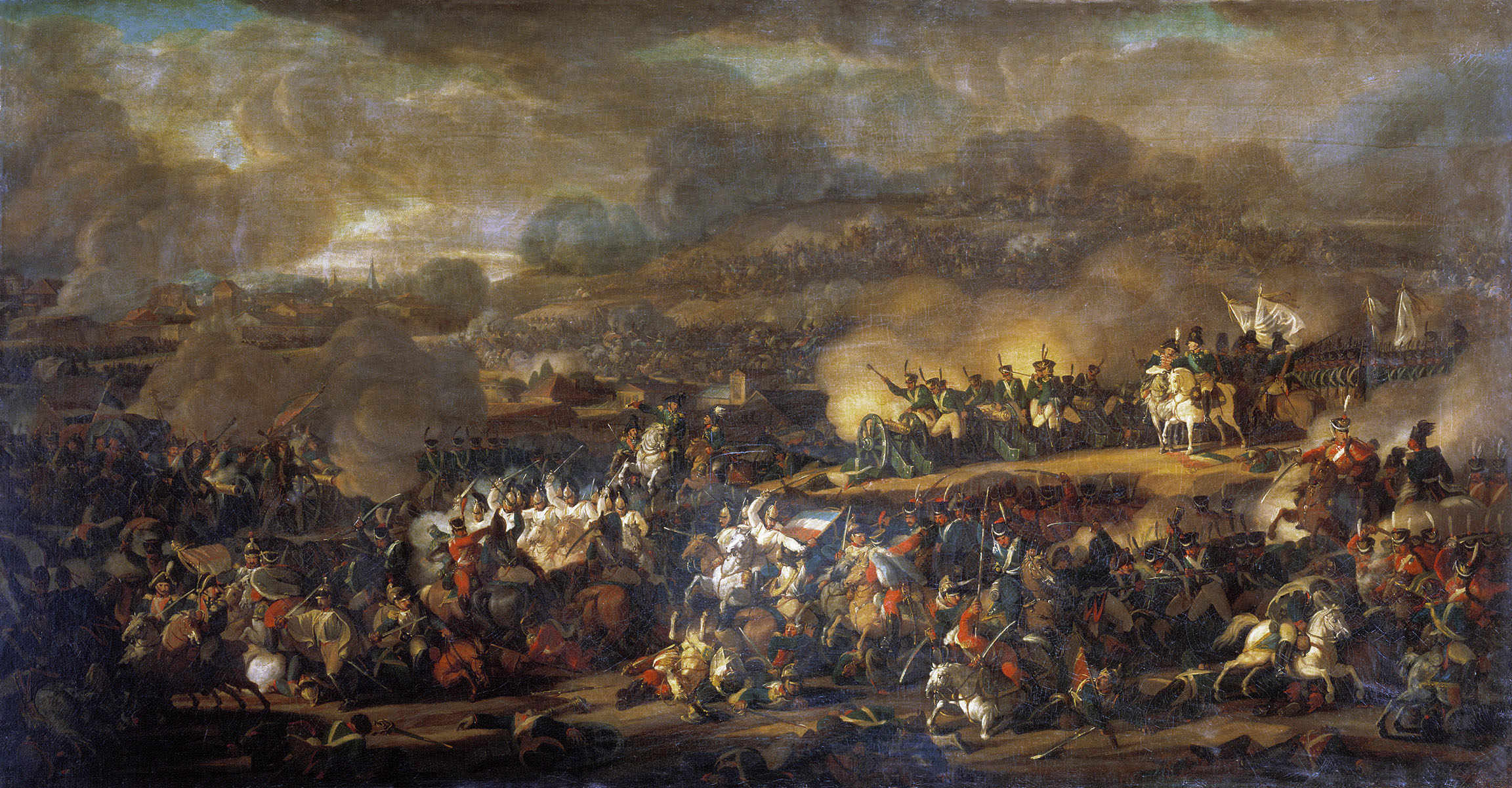
Bătălia de la Leipzig

După înfrângerea din Rusia, sistemul de alianțe ale lui Napoleon a început să se destrame. La sfârșitul lui decembrie 1812, comandantul corpului prusac din armata care participase la campania din Rusia a semnat o convenție cu rușii, francezii fiind nevoiți să se retragă din Prusia Orientală. Regele Prusiei, Frederic Wilhelm al III-lea a ezitat o vreme, dar la 28 februarie 1813 a încheiat o alianță cu Rusia și a început mobilizarea armatei sale. Astfel a început să se formeze o nouă coaliție, a șasea, împotriva Franței.
Între timp, îndată ce s-a întors în Franța, Napoleon a început să-și refacă armata recrutând tineri. Aceștia au avut puțin timp pentru a fi instruiți complet, iar partea cea mai valoroasă a armatei era reținută în războiul din Spania.
Războiul cu rușii aliați cu prusacii a reînceput în mai 1813, în Saxonia. Napoleon a învins ușor în câteva bătălii, împingând inamicii până la râul Oder, apoi a fost încheiat un armistițiu la 4 iunie. Au început negocieri de pace la Praga, care s-au întrerupt la 10 august. Austria a intrat în coaliție și a declarat război Franței. Mai participau la coaliție Marea Britanie și Suedia. S-au dat câteva bătălii între părți separate ale armatelor beligerante, cu victorii și înfrângeri ale francezilor, apoi toate s-au adunat la Leipzig. Armata lui Napoleon era în inferioritate numerică și în bătălia decisivă din 16-19 octombrie a fost învinsă, fapt la care a contribuit și dezertarea unei divizii saxone. Trei corpuri de armată franceze au fost capturate de inamici. Campania din Saxonia s-a terminat la 2 noiembrie, când Napoleon a trecut Rinul întorcându-se în Franța. În urma acestei înfrângeri, Franța a pierdut toată Confederația Rinului.
Între timp a continuat războiul din Spania, cu victorii și înfrângeri ale francezilor. În 1813, Arthur Wellesley a lansat o mare ofensivă din Portugalia, devenind comandantul unei armate compuse dintr-un corp britanic, unul portughez și unul al rebelilor spanioli. Francezii au fost nevoiți să se retragă, pierzând Salamanca, apoi Valladolidul, și în final au fost învinși definitiv în bătălia de la Vitoria, la 21 iunie 1813. Astfel Napoleon a pierdut și Spania.
La 14 noiembrie 1813, garnizoana franceză din Amsterdam a trebuit să iasă în întâmpinarea inamicilor, și în oraș a izbucnit o insurecție. La 16 noiembrie, autoritățile franceze au fugit, iar puterea a fost preluată de un triumvirat care l-a rechemat pe prințul de Orania. Belgia a fost de asemenea pierdută după ce francezii au rezistat o vreme la Antwerpen.
La 21 decembrie 1813, austriecii au intrat în Elveția îndreptându-se spre Geneva, iar la 29 decembrie, legislativul Elveției a abolit actul care făcuse din ea un stat satelit al Franței.
Murat, monarhul Regatului Neapolelui, l-a abandonat pe Napoleon negociind cu englezii și cu austriecii, iar la 17 ianuarie 1814 a trecut de partea coaliției. A pus stăpânire pe Roma, apoi pe Toscana, astfel și Regatul Italiei fiind condamnat.

#### Campania din Franța

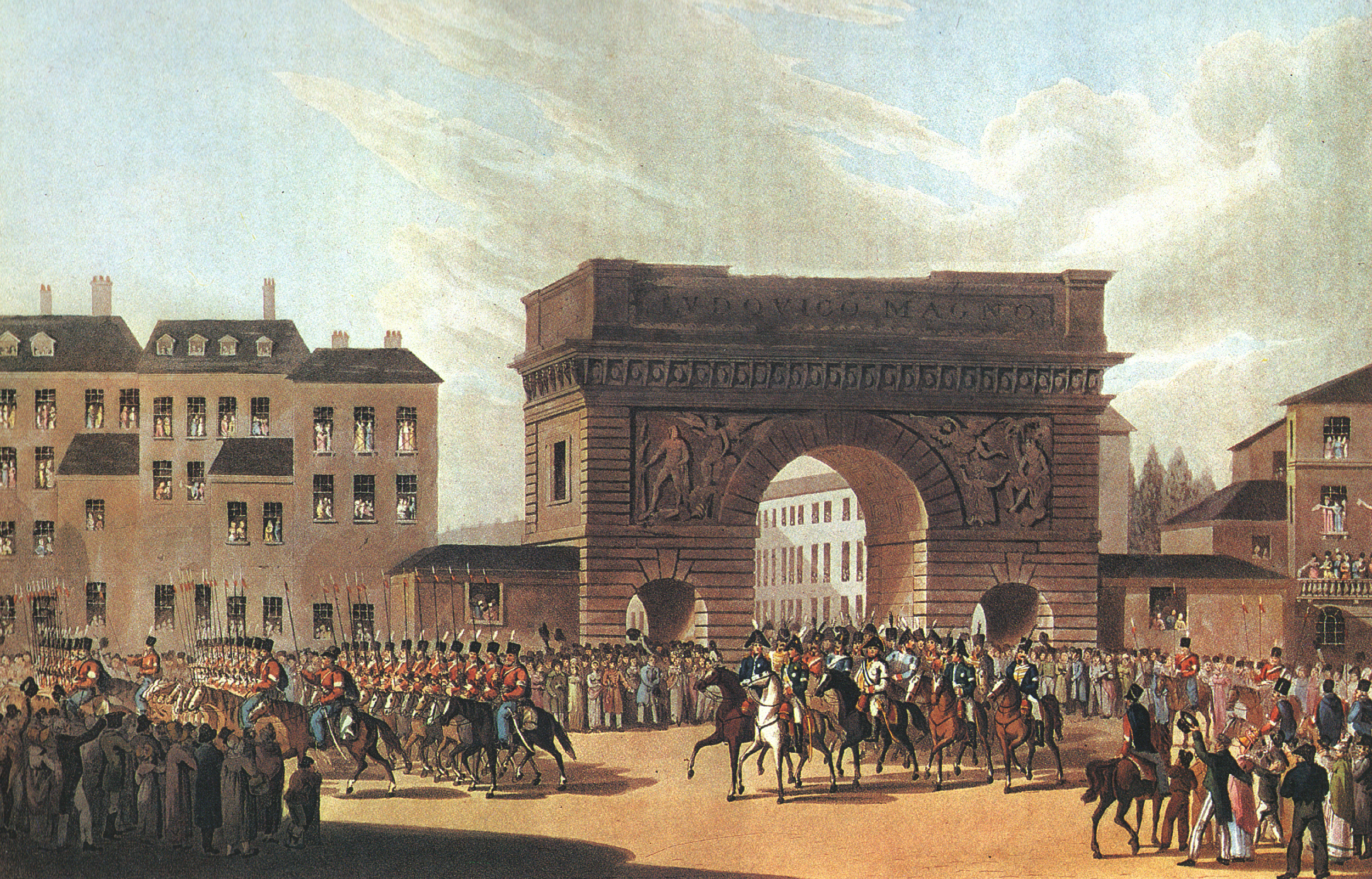
Trupele rusești în Paris

Armatele coaliției au pătruns în Franța din trei direcții. Fiind în inferioritate numerică, armata lui Napoleon a suferit o înfrângere la 1 februarie 1814, în La Rothière, apoi aliații s-au despărțit în două corpuri de armată și s-au îndreptat spre Paris pe căi diferite. Napoleon a înfrânt unul din corpuri în patru bătălii, apoi și pe celălalt într-o bătălie, întârziind înaintarea inamicilor. Napoleon a mai obținut două victorii, apoi a mai dat o ultimă bătălie la 20-21 martie, la Arcis-sur-Aube, și a fost învins. Aliații și-au continuat înaintarea spre Paris și l-au atacat la 30 martie. Napoleon nu a putut ajunge acolo și s-a oprit la Fontainebleau. Neavând posibilitatea să apere Parisul, autoritățile acestuia au capitulat și aliații au intrat în oraș la 31 martie.
Între timp, englezii comandați de Wellesley, devenit duce de Wellington, au pătruns în Franța dinspre sud, au ocupat Lyonul la 21 martie, apoi Toulouse-ul la 10 aprilie. Acesta fusese apărat până atunci de francezi, căci nu știau despre capitularea de la Paris.

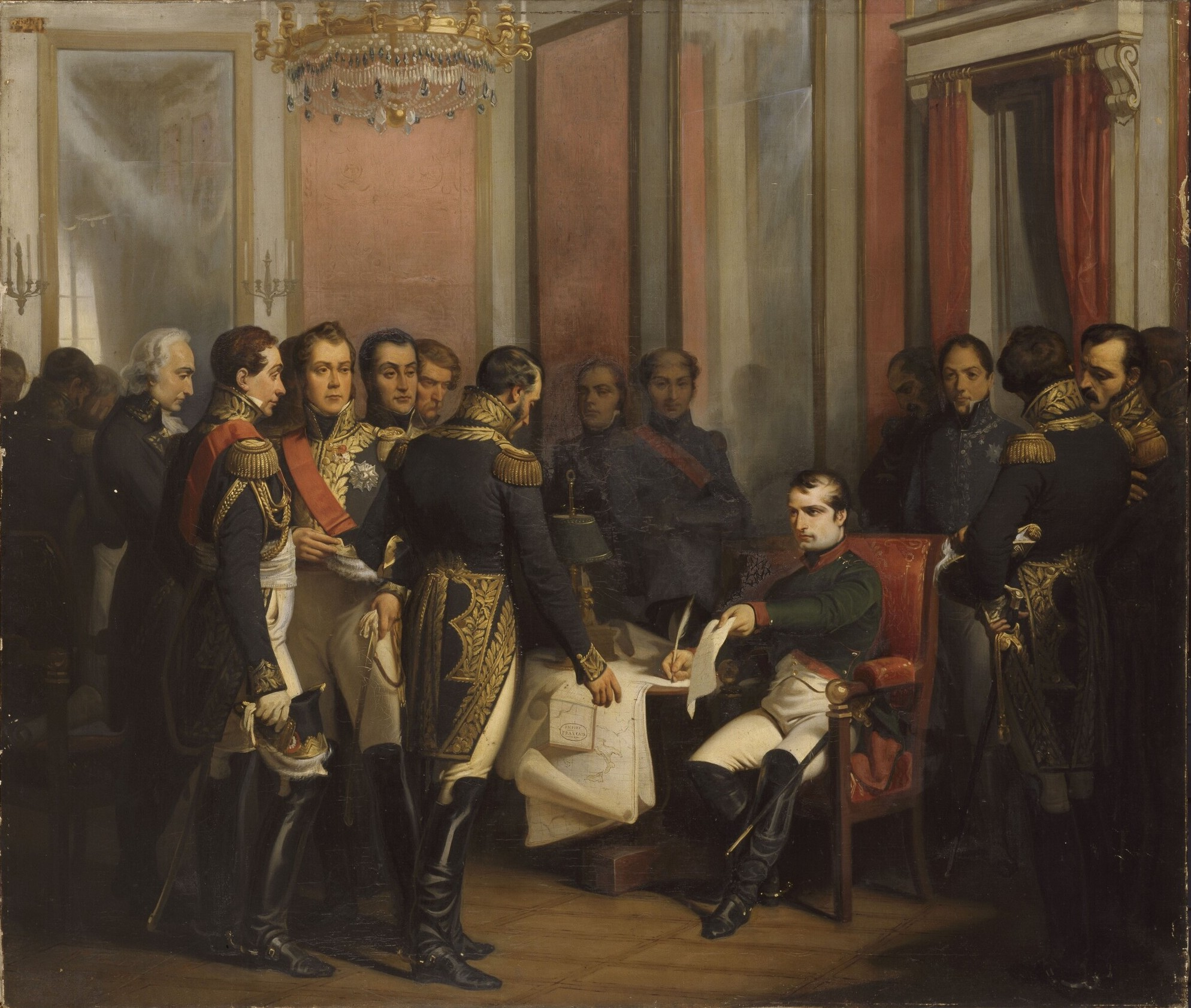
Semnarea de către Napoleon a primei sale abdicări

La 1 aprilie, Talleyrand, singura personalitate importantă rămasă la Paris, care îl găzduia pe Alexandru I în palatul său, a format un guvern provizoriu din doi oameni ai lui și doi oameni ai lui Ludovic al XVIII-lea. La 2 aprilie, Senatul a anunțat detronarea lui Napoleon, aprobată la 3 aprilie și de Corpul Legislativ. Șase mareșali ai lui Napoleon s-au dus la Fontainebleau și l-au convins să abdice în favoarea fiului său. Alexandru I a refuzat să-l recunoască pe acesta și, la 6 aprilie, Napoleon a abdicat fără condiții. S-a încheiat o convenție prin care Napoleon primea suveranitatea asupra insulei Elba și o rentă de două milioane de franci de la guvernul francez. Ludovic al XVIII-lea a plecat din Anglia și a intrat în Paris la 3 mai, iar Napoleon a debarcat pe insula Elba la 4 mai.

## Prima restaurație
Regatul lui Ludovic al XVIII-lea nu a însemnat revenirea monarhiei absolute înlăturate de Revoluția Franceză. A fost elaborată o cartă constituțională, promulgată la 4 iunie 1814, care instituia o monarhie constituțională. Regele dorea o reconciliere națională. Totuși au apărut nemulțumiri. O parte din opinia publică s-a simțit umilită de tratatul de la Paris, semnat cu coaliția învingătoare la 30 mai. De asemenea, o parte din populație era iritată de revenirea unor rigori religioase de care se dezobișnuise. Pe de altă parte, cei care cumpăraseră în timpul revoluției bunuri naționalizate prin confiscare de la biserica romano-catolică se temeau că vor trebui să le restituie.

## Cele o sută de zile

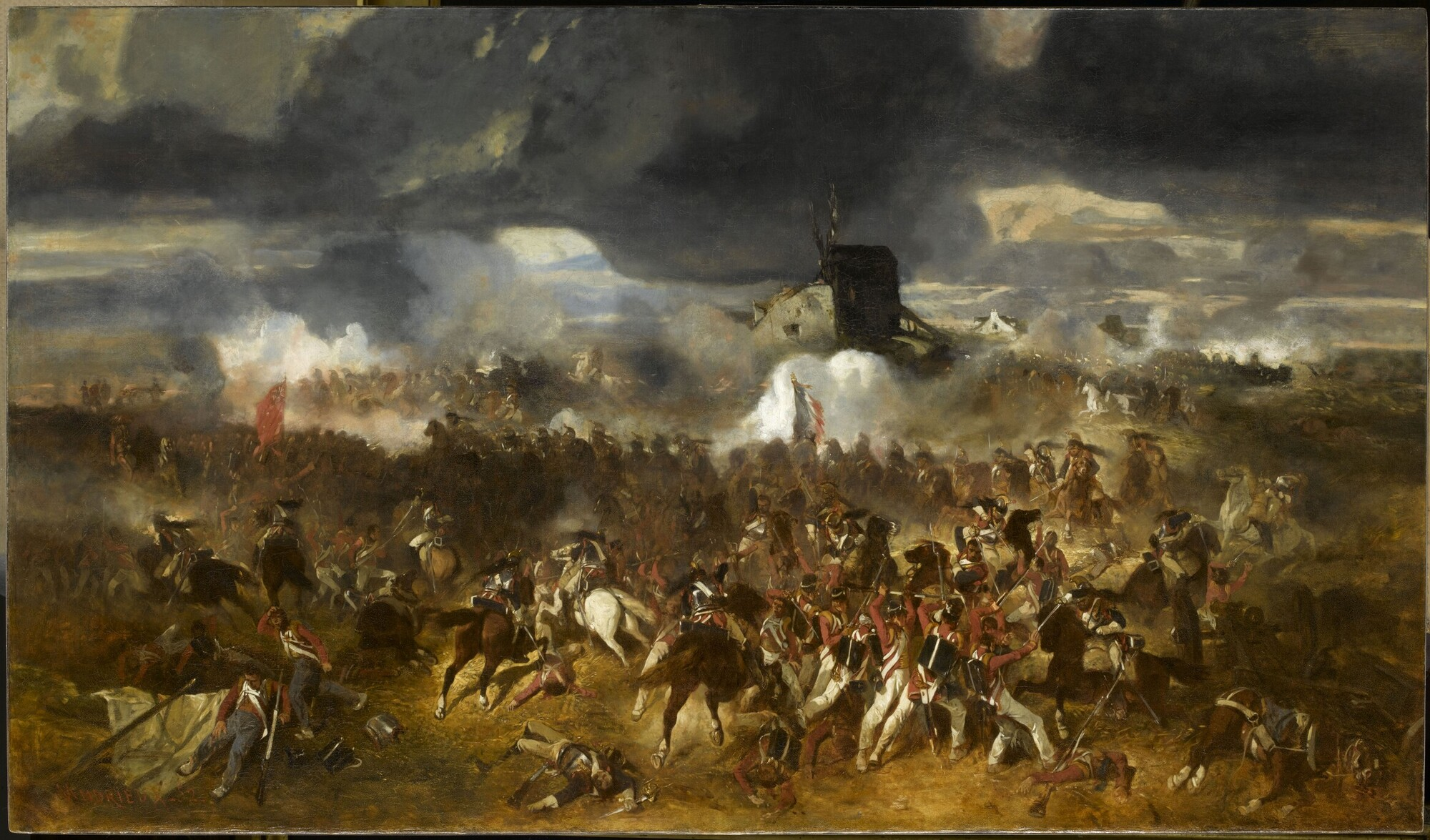
Bătălia de la Waterloo

Napoleon avea informații despre situația din Franța și s-a hotărât să-și recucerească puterea. A plecat de pe insula Elba și a debarcat în Franța la 1 martie 1815 cu un grup mic de fideli. Nu a fost bine primit în Provence și a ocolit regiunile unde dominau sentimentele regaliste, trecând prin orășele din Munții Alpi. La Digne și la Sisteron, autoritățile s-au retras din calea lui, iar înainte să ajungă la Grenoble, un regiment a trecut de partea lui, apoi, în oraș, și garnizoana acestuia. La 6 martie, Grenoble era în stăpânirea lui Napoleon. La Paris, acesta a fost declarat în afara legii și s-au făcut pregătiri pentru a fi oprit la Lyon, însă garnizoana de aici s-a opus. La 10 martie, Napoleon a fost primit cu entuziasm la Lyon. Și la Bordeaux, chemările la a-i rezista au fost refuzate de armată, deși populația din oraș era fidelă regelui. Michel Ney, fost mareșal al lui Napoleon, care a fost trimis împotriva lui, s-a împăcat cu el la insistența propriilor trupe. Regele s-a refugiat în noaptea de 19 spre 20 martie 1815 la Gent. În seara de 20, Napoleon s-a instalat în palatul Tuileries.
A fost adoptat un act adițional la constituțiile imperiului, cu noutăți neesențiale, și a fost aleasă o nouă Cameră a deputaților, dominată de liberali. S-au găsit greu miniștri pentru puterea executivă. Francezii nu-l mai susțineau pe Napoleon cu entuziasmul de altădată. În plus, în vest a reizbucnit insurecția regaliștilor în spiritul celei din timpul revoluției, ocupând acolo o parte din armată ca să-i facă față.
Chiar înainte ca Napoleon să ajungă la Paris, se formase o a șaptea coaliție împotriva Franței, și membrii acesteia au pornit din nou împotriva lui Napoleon, deși acesta căuta să-i asigure că va respecta tratatul de pace încheiat cu ei. Napoleon a pornit spre Belgia împotriva trupelor engleze și prusace înainte ca cele rusești și austriece să ajungă să se unească cu primele. A obținut succes în două bătălii la 16 iunie, dar la 18 iunie a fost înfrânt în bătălia de la Waterloo, cu rezultat incert până la capăt.
Vestea înfrângerii a ajuns la Paris la 20 iunie și Joseph Fouché, care fusese ministrul poliției sub Napoleon, a preluat puterea formând o comisie executivă din cinci membri. La 22 iunie, Napoleon a abdicat din nou, în favoarea fiului său, Napoleon al II-lea, care era la Viena. Comisia trebuia în principiu să asigure regența noului împărat minor, dar de fapt Fouché pregătea întoarcerea lui Ludovic al XVIII-lea, care a intrat în Paris la 8 iulie. Napoleon a fost exilat pe insula Sfânta Elena.

## Bilanțul imperiului
Imperiul s-a caracterizat printr-o combinație contradictorie de autocrație, pe de o parte, și de continuitatea unor schimbări esențiale aduse de Revoluția Franceză și moștenite de imperiu, pe de altă parte. Datorită acestora și reformelor din timpul imperiului a luat naștere Franța modernă. Printre schimbările moștenite de la revoluție se numără lichidarea feudalismului și a privilegiilor nobilimii, în primul rând în favoarea burgheziei, și în mod mai general egalitatea de principiu în drepturi a tuturor locuitorilor țării deveniți cetățeni.
Egalitatea în drepturi a fost îmbinată cu formarea unei elite sociale caracteristice unei monarhii, a unei noi aristocrații. Ordinul Legiunii de Onoare a urmat ideea de ordin din Vechiul Regim, dar a servit noului scop. În același scop a fost instituită nobilimea imperiului la 1 martie 1808, prin acordarea de către împărat a unor titluri nobiliare cu denumiri ca în Vechiul Regim, dar nu pe baza originii sau a bogăției, ci pentru merite personale și servicii aduse statului, fără acordarea unor privilegii.
După persecutarea cultelor religioase în timpul revoluției, imperiul a asigurat drepturi egale pentru toate, fără să existe o religie de stat. În acest cadru, Napoleon a confirmat emanciparea evreilor, adică acordarea calității de cetățeni cu drepturi depline, legiferată în septembrie 1791 de Adunarea Națională Constituantă, deși a introdus în 1808 o discriminare în domeniul comercial, valabilă numai pentru evreii așkenazi din nord-estul țării.
O noutate importantă adusă de Napoleon a fost Codul civil napoleonian promulgat în 1804. Mare parte din articolele sale erau valabile și la începutul anilor 2000.
La 17 mai 1806 a început să fie organizat sistemul de învățământ de stat, numit atunci Université, a cărui structură a rămas în esență aceeași și în secolul al XXI-lea, cu școli primare, colegii, licee și facultăți. Tot atunci a fost împărțit teritoriul în circumscripții administrative ale sistemului de învățământ numite académies, fiecare cu o instituție numită la fel, corespunzătoare inspectoratului școlar.
Franța a răspândit principalele transformări aduse de Revoluția Franceză și păstrate de imperiu, precum și reformele napoleoniene în toate teritoriile anexate și în statele satelite. Astfel, feudalismul a fost lichidat sau redus în mod substanțial în ele, încetățenindu-se și ideile de libertate și egalitate. Codul civil impus în ele a contribuit la aceasta și a fost păstrat în unele țări și după sfârșitul imperiului napoleonian, eventual cu unele modificări. În cursul secolelor al XIX-lea și al XX-lea, codul civil francez a servit ca model pentru multe țări care nu au fost sub dominație franceză, nu numai în Europa, ci și în Turcia, America Latină și Africa. De pildă în Principatele Unite Române, sub domnia lui Alexandru Ioan Cuza, Codul civil românesc din 1864 a preluat două treimi din articolele codului civil francez.
Dominația franceză în Europa Occidentală a contribuit la trezirea sentimentelor naționale și la cristalizarea ideilor liberale în toate țările europene, fapte care le vor anima ulterior. Totodată, prin înfrângerea lui Napoleon, Franța a devenit o putere secundară în Europa, declasată economic, pentru mult timp neutralizată în geopolitica europeană, și aproape inexistentă peste mări, toate acestea în primul rând în favoarea Marii Britanii.

## Bibliographie
- en  Basista, Jakub, Saxony (Saxonia), în Gregory Fremont-Barnes (coord.), The Encyclopedia of the French Revolutionary and Napoleonic Wars: A Political, Social, and Military History (Enciclopedia războaielor Revoluției Franceze și ale celor napoleoniene. Istorie politică, socială și militară), ABC-CLIO, 2006, ISBN: 978-1851096466
- fr  Duby, Georges (coord.), Histoire de la France. Des origines à nos jours (Istoria Franței. De la origini până în zilele noastre), Paris, Larousse, 2011, ISBN: 978-2-03-586104-7
- fr  Furet, François, La Révolution de Turgot à Jules Ferry. 1770-1880 (Revoluția de la Turgot la Jules Ferry. 1770-1880), Paris, Hachette, col. Histoire de France, 1988, ISBN: 2-01-009462-X
- en  Halpérin, Jean-Louis, The French Civil Code (Codul civil francez), UCL Press, 2006, ISBN: 978-1-84472-131-3
- fr  Lentz, Thierry, Le Premier Empire : 1804-1815 (Primul Imperiu. 1804-1815), Paris, Fayard, col. Pluriel, 2018, ISBN: 978-2818505519
- fr  Lentz, Thierry, Nouvelle histoire du Premier Empire (Istorie nouă a Primului Imperiu), vol. I: Napoléon et la conquête de l'Europe, 1804-1810 (Napoleon și cucerirea Europei: 1804-1815), Paris, Fayard, 2002, ISBN: 978-2-213-61387-1
- fr  Rey, Jean-Philippe, Histoire du Consulat et du Premier Empire (Istoria Consulatului și a Primului Imperiu), Paris, Perrin, 2016, ISBN: 978-2-262-04453-4
- fr  Tulard, Jean, Les révolutions de 1789 à 1851 (Revoluțiile de la 1789 la 1851), Paris, Fayard, col. Histoire de France, 1985
- fr  Tulard, Jean, La France de la Révolution et de l’Empire (Franța în timpul revoluției și al imperiului), ediția a II-a, Paris, Presses universitaires de France, col. Quadrige Manuels, 2014, ISBN: 978-2-13-063259-7
- en  Wilson, Peter H., The Meaning of Empire in Central Europe around 1800 (Sensul termenului „imperiu” în Europa Centrală, prin 1800), în Alan Forrest și Peter H. Wilson (coord.), The Bee and the Eagle. Napoleonic France and the End of the Holy Roman Empire, 1806 (Albina și Vulturul. Franța napoleoniană și sfârșitului Sfântului Imperiu Roman, 1806), Palgrave Macmillan, 2009, ISBN: 978-0-230-00893-9, p. 22-41